# F Sharp
F#（エフ シャープ）はマイクロソフトが開発した.NET向けのマルチパラダイムプログラミング言語である。Visual Studio 2010より標準開発言語として追加された。

## 概要
2002年からマイクロソフトリサーチのドン・サイム (英: Don Syme) ら

によってOCamlをベースに開発が始められた。
OCamlから多くの要素を引き継いだ関数型とオブジェクト指向のマルチパラダイムである。型安全であり、型推論の機能をもつ。ただし、オーバーロードをサポートしているため、OCamlのもつ型推論の完全性を失っている。C#やVisual Basic .NETなどの.NET言語と相互運用性があり、.NETクラスライブラリの利用・開発が可能であり、MonoおよびXamarinを利用したAndroidアプリケーション開発もサポートされている。以前はSilverlightを利用したWindows Phone 7のアプリケーション開発もサポートされていた。
F#のFはFunctional programming language（関数型プログラミング言語）およびSystem Fが由来
である。
F#の開発環境はVisual Studioの有償版製品（あるいは無償のCommunityエディション）にVisual F#として含まれているほか、Expressエディションで利用可能な無償ツールの配布もされている。Visual F# Tools 4.1でRoslynをサポートするようになった。また、Monoや.NET Core環境向けにもF#コンパイラが移植されているため、macOSやLinuxなどでもF#プログラムの開発および実行ができる。
OCaml互換の標準ライブラリを備えており、F#とOCamlのどちらでもコンパイルできるコードを記述することも可能である。しかしクラスの構文などはF#とOCamlで異なっている。

## 構文
OCamlと互換性のある冗語構文 (英: verbose syntax) と、Pythonのようなインデント（オフサイドルール）による軽量構文 (英: lightweight syntax) の二種類の構文を利用できる。標準では軽量構文が有効になっている。

## 例

### Hello world
```
(* これはコメント *)

// 1行コメント。

(* Hello world プログラム *)

printfn
 
"Hello World!"

```

### 再帰による階乗のプログラム
```
let
 
rec
 
factorial
 
n
 
=

    
match
 
n
 
with

    
|
 
0
 
->
 
1

    
|
 
_
 
->
 
n
 
*
 
factorial
 
(
n
 
-
 
1
)

```

### 再帰関数の例
```
(* int リストの要素を再帰的にプリントする *)

let
 
rec
 
printList
 
lst
 
=

    
match
 
lst
 
with
 

    
|
 
[]
 
->
 
()

    
|
 
h
 
::
 
t
 
->
 

        
printf
 
"%d
\n
"
 
h

        
printList
 
t

 

(* 上と同様だが任意の型の要素をプリントする *)

let
 
rec
 
printList2
 
l
 
=

    
match
 
l
 
with

    
|
 
[]
     
->
 
()

    
|
 
h
 
::
 
t
 
->
 
printfn
 
"%A"
 
h

                
printList2
 
t

 

(* match の代りに function 式を利用する *)

let
 
rec
 
printList3
 
=
 
function

    
|
 
[]
     
->
 
()

    
|
 
h
 
::
 
t
 
->
 
printfn
 
"%A"
 
h

                
printList3
 
t

 

(* 高階関数を利用する *)

let
 
printlist4
 
lst
 
=
 
List
.
iter
 
(
printfn
 
"%A"
)
 
lst

```

```
(* フィボナッチ数列 *)

let
 
rec
 
fib
 
n
 
=

    
match
 
n
 
with

    
|
 
0
 
|
 
1
 
->
 
n

    
|
 
_
 
->
 
fib
 
(
n
 
-
 
1
)
 
+
 
fib
 
(
n
 
-
 
2
)

 

(* 遅延再帰シーケンス式によるフィボナッチ数列 *)

let
 
rec
 
fibs
 
=
 
Seq
.
cache
 
<|
 
seq
 
{
 
yield
!
 
[
1
;
 
1
]
                                  

                                  
for
 
x
,
 
y
 
in
 
Seq
.
zip
 
fibs
 
<|
 
Seq
.
skip
 
1
 
fibs
 
->
 
x
 
+
 
y
 
}

 

(* 遅延無限シーケンスによるフィボナッチ数列 *)

let
 
fibSeq
 
=
 
Seq
.
unfold
 
(
fun
 
(
a
,
b
)
 
->
 
Some
(
a
+
b
,
 
(
b
,
 
a
+
b
)))
 
(
1
,
1
)

 

(* 偶数のフィボナッチ数をプリントする *)

[
1
 
..
 
10
]

|>
 
List
.
map
     
fib

|>
 
List
.
filter
  
(
fun
 
n
 
->
 
(
n
 
%
 
2
)
 
=
 
0
)

|>
 
printList

 

(* 同じことをシーケンス式を利用する *)

[
 
for
 
i
 
in
 
1
..
10
 
do

    
let
 
r
 
=
 
fib
 
i

    
if
 
r
 
%
 
2
 
=
 
0
 
then
 
yield
 
r
 
]

|>
 
printList

```

### Windows フォームを使用した例
```
(* フォームの作成 *)

open
 
System.Windows.Forms

let
 
form
 
=
 
new
 
Form
(
Visible
=
true
,
 
TopMost
=
true
,
 
Text
=
"Welcome to F#"
)

(* フォーム テキストを決める *)

let
 
x
 
=
 
3
 
+
 
(
4
 
*
 
5
)

do
 
form
.
Text
 
<-
 
(
if
 
x
 
=
 
23
 
then
 
"Correct!"
 
else
 
"incorrect"
)

```

## F#で書かれたソフトウェア
- IronJS